# Piast Ágnes magyar királyné
Piast Ágnes magyar királyné (1293/1296 – 1361. december 25.) Ottó magyar király második felesége. Nem volt ténylegesen magyar királyné csak a címet birtokolta, ugyanis hitvese már nem tudta visszaszerezni a trónját.

## Élete
1296 körül született, III. Henrik glogaui herceg és Braunschweig-lüneburgi Matilda hercegnő kilenc gyermeke közül a negyedikként. A szülők 1291 márciusában házasodtak össze. Ágnes 1309. május 18-án ment hozzá a 48 éves, özvegy, gyermektelen III. (Wittelsbach) Ottó bajor herceghez, aki igényt formált az 1301-ben elhunyt III. (Árpád-házi) András magyar király trónjára. Férje 1307-ben formális lemondás nélkül elhagyta Magyarországot, így ténylegesen sohasem volt magyar királyné, csak a címet birtokolta 1309. május 18-tól férje haláláig 1312. szeptember 9-ig. Ágnes két gyermeket szült férjének frigyük 3 és fél éve során, egy leányt és egy fiút.
- Ágnes (1310–1360)
- Henrik (1312. augusztus 28 – 1333. június 18.), a csupán kéthónapos gyermek XV. Henrik néven apja utódja lett a bajor hercegség élén, ám mivel akkor még kiskorú volt, az édesanyja és nemesi tanácsadók gyámkodtak felette. 1326-ban vagy 1327-ben nőül vette a csupán nyolcéves Habsburg Anna osztrák hercegnőt, ám gyermekük nem született.

Hitvese halála után, 1329-ben a kétgyermekes hercegné ismét férjhez ment, ezúttal Alramhoz, Hals grófjához. Ágnes egy leányt szült a második férjének.

### Családja
Apai nagyszülei: I. Konrád glogaui herceg és első felesége, Szalome lengyel hercegnő. Anyai nagyszülei: I. Albert brunszvik-lüneburgi herceg és második felesége, Adelheid montferrat-i őrgrófnő.
Ágnes testvérei:
- Henrik (1292 körül – 1342. január 22.), később IV. Henrikként ő lett apja utódja a hercegség élén. 1310. január 5. körül elvette a tőle négy évvel fiatalabb Brandenburg-Salzwedel Matilda őrgrófnőt, akitől négy örököse született frigyük mintegy 19 éve során, Hedvig, Henrik, Szalome és Ágnes.
- Konrád (1294 körül – 1366. december 22.), I. Konrád néven Żagań és Ścinawa hercege, aki kétszer is megnősült élete során. Első hitvese a körülbelül 10 éves Wrocław Erzsébet hercegnő lett, 1322. január 10-én, akitől sajnos nem születtek gyermekei. Erzsébet 1328. február 20-án halt meg, ezért özvegyének mindenképpen újra kellett nősülnie, hogy örököse szülessen. Új felesége a húsz év körüli Koźle–Bytom Eufémia hercegnő lett 1333. március 2. körül, aki két gyermekkel (Hedvig és Konrád) ajándékozta meg férjét házasságuk 33 és fél éve alatt.
- Boleszláv (1295 körül – 1321. április 23. előtt), ő Oleśnica és Namysłów hercege volt, s gyermektelenül, agglegényként halt meg.
- Szalome (1297 körül – 1309. december 9. előtt)
- János (1298 körül – 1365. május 19. körül), ő Poznań hercege volt, s 1316. január 14-én nőül vette a nála 12 évvel idősebb, özvegy, egy gyermekes Pomerániai Margit hercegnőt. 18 évig tartó házasságukból nem származtak gyermekek.
- Katalin (1300 körül – 1323/1326. december 5.), ő 1317. március 24. előtt hozzáment a 15 esztendős V.(Brandenburg–Salzwedel) János őrgrófhoz, ám az asszony még abban az évben megözvegyült és gyermekük nem született. Katalin 1319. január 27-én ismét férjhez ment, második hitvese pedig a 22 éves III. (Holstein–Plön) János gróf lett. Négy gyermekük jött világra frigyük 7 éve alatt, Adolf, Ágnes, Matilda és Erzsébet.
- Przemko (1305 körül – 1331. január 11.), ő II. Przemko néven Gniezno és Kalisz hercege lett, s 1326 márciusa körül feleségül vette a 13 éves Piast Konsztanca świdnica-i hercegnőt, akivel majdnem öt évig voltak házasok, ám gyermekük nem született.
- Hedvig (1308 körül – 1309 decembere előtt)